# Silurus lanzhouensis
Silurus lanzhouensis es una especie de peces de la familia Siluridae en el orden de los Siluriformes.

## Morfología
• Los machos pueden llegar alcanzar los 100 cm de longitud total.

## Distribución geográfica
Se encuentra en el río Amarillo (China ).